# Messier 105
A Messier 105 (más néven M105, vagy NGC 3379) elliptikus galaxis a Leo (Oroszlán) csillagképben.

## Felfedezése
Az M105 elliptikus galaxist Pierre Méchain fedezte fel 1781. március 24-én. Charles Messier valamilyen okból sohasem  katalogizálta. Az M105-öt Helen Battles Sawyer Hogg adta a listához 1947-ben.

## Tudományos adatok
Az M105 a Leo I galaxiscsoport (más néven M96 galaxiscsoport) tagja, a csoportban a legfényesebb elliptikus galaxis. 911 km/s sebességgel távolodik tőlünk.